# Lauma Grīva
Lauma Grīva (née le 27 octobre 1984) est une athlète lettonne spécialiste du saut en longueur.

## Biographie
Elle participe aux championnats du monde 2017 et se qualifie pour la finale du saut en longueur, sa première finale internationale à 32 ans. Elle termine 9e avec 6,54 m.

### Vie privée
Sa sœur Mara Grīva est une sauteuse en longueur et triple sauteuse.

## Palmarès
| Date | Compétition                    | Lieu       | Résultat | Marque |
| ---- | ------------------------------ | ---------- | -------- | ------ |
| 2011 | Universiade                    | Shenzhen   | 11e      | 6,22 m |
| 2017 | Championnats du monde          | Londres    | 9e       | 6,54 m |
| 2018 | Championnats du monde en salle | Birmingham | 11e      | 6,34 m |

## Records
| Épreuve          | Marque | Lieu     | Date         |
| ---------------- | ------ | -------- | ------------ |
| Saut en longueur | 6,86 m | Valmiera | 10 juin 2011 |